# Domein Kiewit
Het Natuurdomein Kiewit ligt in het gehucht Kiewit van de Belgische stad Hasselt.

## Gebied
Centraal in het domein van ongeveer 100 hectare liggen een herenhuis uit 1857 en een boerderij met een kern uit de 17e eeuw, die in 1869 eigendom werden van de familie Vroonen. Aanleg van een Engelse tuin, een vijver en dreven volgden. Op 2 april 1942 opende een Nederlandstalig tehuis voor kinderen zijn deuren onder de naam 'Tehuis Rulot', genoemd naar Narcisse Rulot (1883-1978) een toenmalig directeur-generaal van de NMBS. De Duitse bezetter sloot het tehuis op 20 mei 1944 en eiste het kasteel op. In 1953 kocht de stad Hasselt het domein aan die het korte tijd liet betrekken door zusters Trappistinnen. Vanaf 1975 kreeg het domein een nieuwe bestemming als kinderboerderij.
Vanaf 2001 beheert Natuurpunt de bossen en graslanden. Het vervallen herenhuis werd gerenoveerd en is anno 2009 het natuurpunt van Limburg. Een vlindertuin met vlindervriendelijke planten toont de levenscyclus van vlinders aan de hand van infoborden.
In het domein zijn gemarkeerde wandelpaden en fietsroutes die aansluiten op het fietsroutenetwerk van Limburg. Er is een graasproject waarvoor Galloway-runderen gebruikt worden. Ook de wandelingen door De Wijers starten hier.
Het gebied beschikt naast graslanden ook enkele vijvers en vennen. Deze zijn ontstaan door turf en ijzerwinning. Daarnaast werden er vanaf de 13de eeuw vijvers gegraven voor visvangst in opdracht van het klooster. In de 7 omliggende gemeentes werden zo een 1175 vijvers aangelegd.

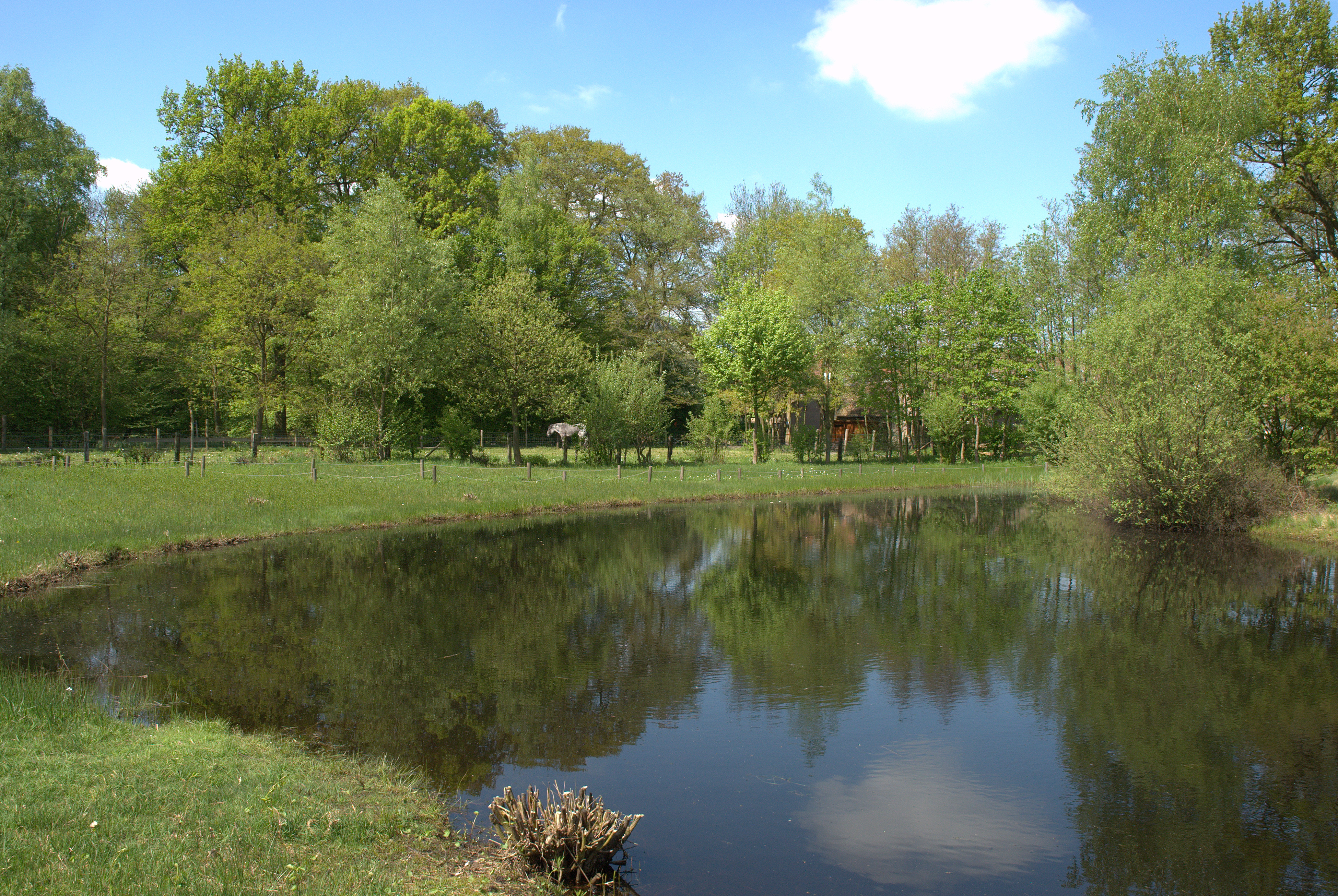
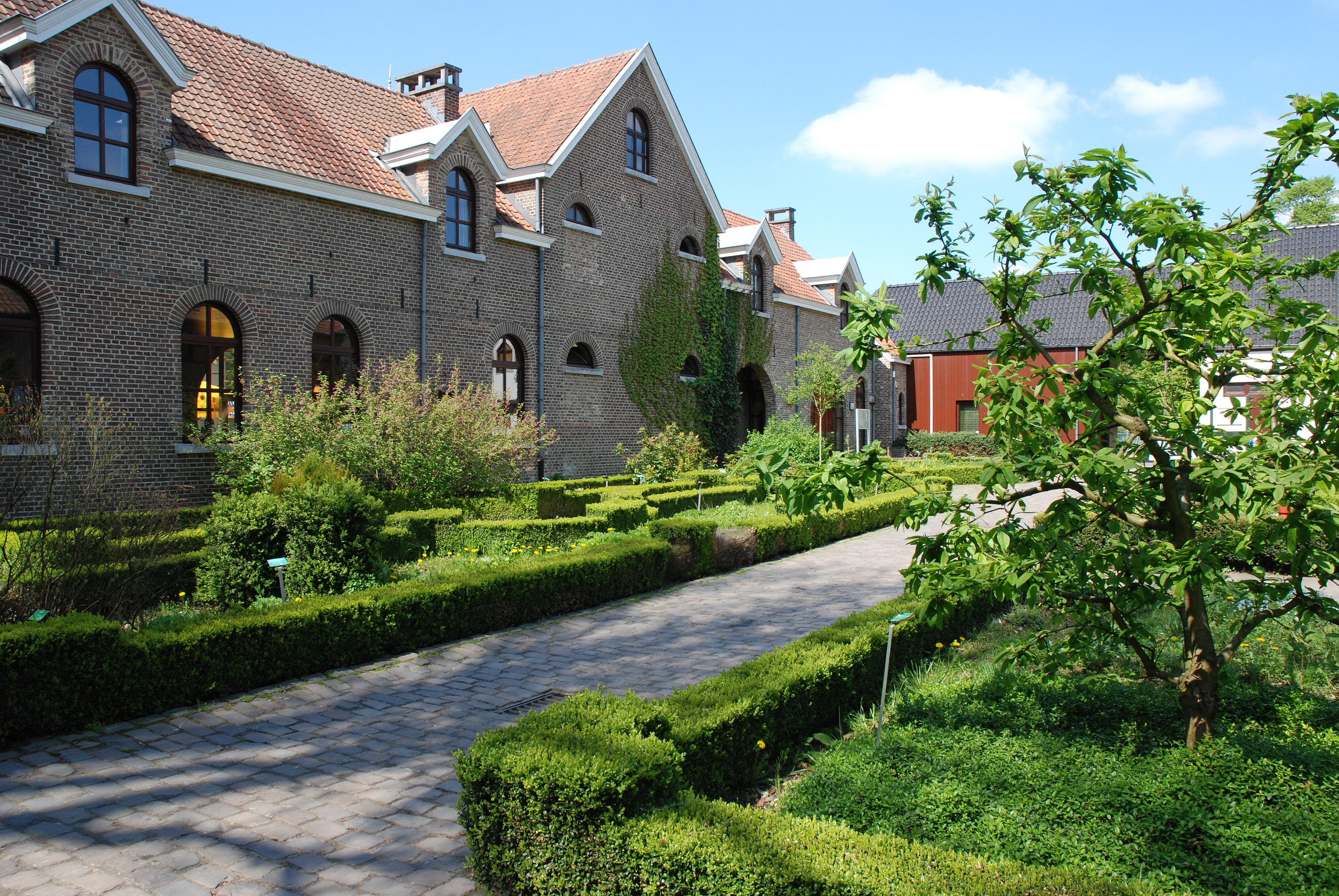
De natuurtuin
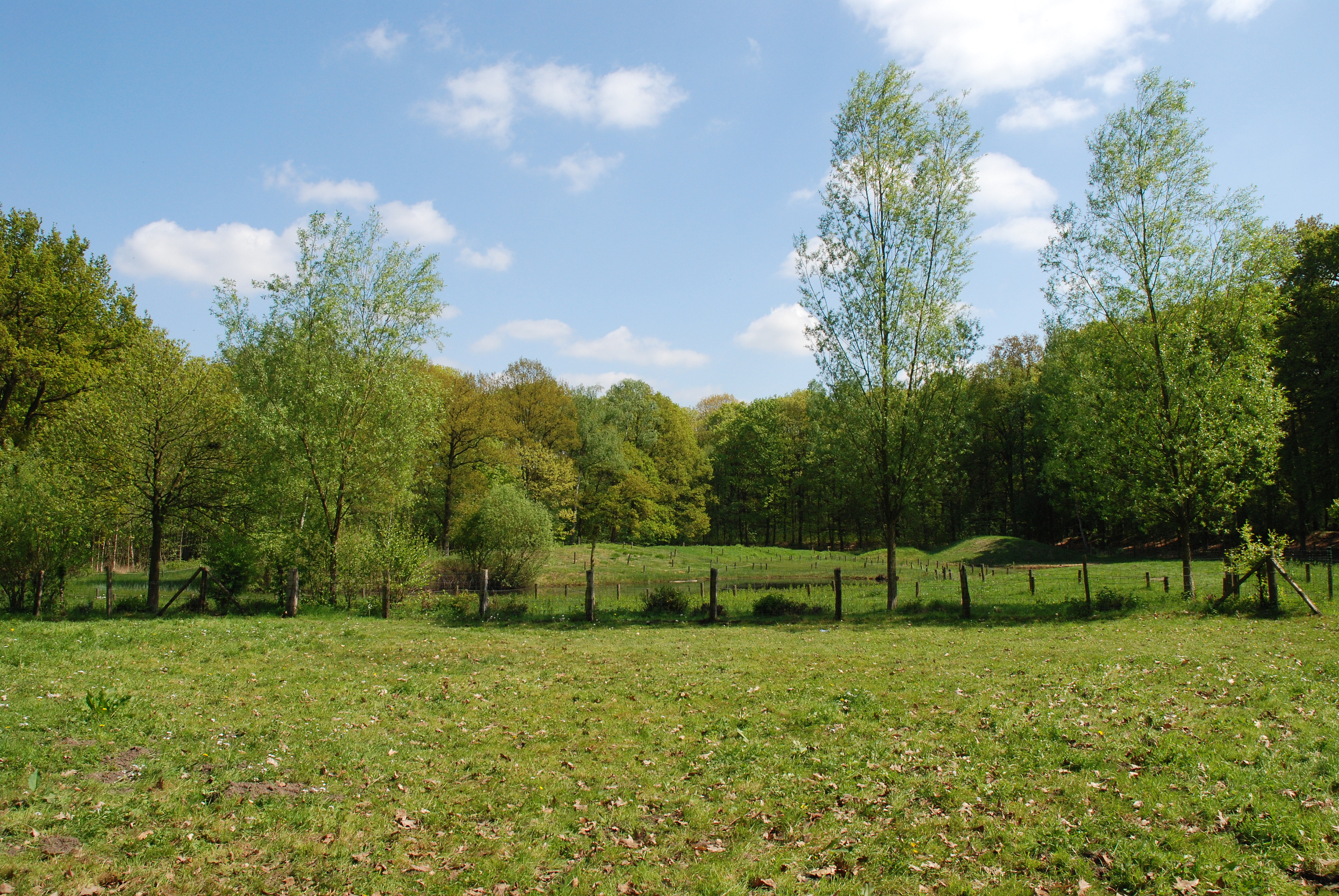
Graslanden

## Fauna en Flora

### Fauna
- vogels - Boerengans, roerdomp
- zoogdieren - everzwijn, Galloway runderen
- amfibieen - boomkikker, kamsalamander

### Flora
- Amerikaanse eik, zomer eik, populier